# Berta (imię)
Berta – imię żeńskie pochodzenia germańskiego, wywodzące się od przymiotnika beraht – „lśniący, błyszczący”; pierwotnie zdrobnienie od imion z takim pierwszym lub drugim członem, np. Bertylda, Amalberta, Bertrada, Adalberta. W Polsce zapisywane co najmniej od XIII wieku, w formach Berta (poświadczona w 1252 roku), Berchta, Breta i ze zdrobnieniem Bretka.

## Bertaimieninyobchodzi
- 1 lub 11 maja, jako wspomnienie św. Berty z Avenay
- 4 lipca, jako wspomnienie św. Berty z Blangy nieopodal Arras[4]
- 28 listopada, jako wspomnienie św. Berty z Bingen, matki św. Roberta z Bingen am Rhein[5].

## Znane osoby noszące imię Berta
- Berta lub święta Aldemberga (539–612) – księżniczka frankijska, żona króla Etelberta z Kentu; jej wpływ doprowadził do wprowadzenia chrześcijaństwa do Anglii
- Berta Sabaudzka (1051–1087) – królowa Niemiec
- Bertha Benz – pierwsza osoba, która samodzielnie pokonała automobilem dystans 60 mil (96 km)
- Berthe Bovy – belgijska aktorka
- Bertha van Duyne-Brouwer – holenderska lekkoatletka, sprinterka, medalistka olimpijska
- Berta Hohenstauf (1116–1148) – margrabina badeńska, tytularna margrabina Werony
- Bertha Lamme – jedna z pierwszych w USA kobiet-inżynierów
- Berta Lask – niemiecka pisarka
- Berta Litwina – polska aktorka żydowskiego pochodzenia, która zasłynęła głównie z ról w przedwojennych żydowskich filmach i sztukach teatralnych w języku jidysz
- Berthe Morisot – malarka francuska, przedstawicielka impresjonizmu
- Bertha Pappenheim – sufrażystka i społecznica
- Bertha von Suttner – pierwsza kobieta, która otrzymała Pokojową Nagrodę Nobla
- Bertha Townsend – tenisistka amerykańska, zwyciężczyni mistrzostw USA
- Berta Zuckerkandl-Szeps – austriacka pisarka

## Postaci fikcyjne o imieniu Berta
- Berta Jorkins – pracownica Ministerstwa Magii, pojawiająca się w tomie Harry Potter i Czara Ognia J.K. Rowling